# Santi Cazorla
Santiago „Santi“ Cazorla González (* 13. prosince 1984 Llanera) je španělský profesionální fotbalista, který hraje na pozici středního záložníka za španělský klub Real Oviedo. Mezi lety 2008 a 2019 odehrál také 81 utkání v dresu španělské reprezentace, v nichž vstřelil 15 branek. Zahrál si na vítězných EURO 2008 a EURO 2012, reprezentoval svou zemi i na Konfederačním poháru 2009 a 2013 a na Mistrovství světa ve fotbale 2014.

## Klubová kariéra

### Villarreal
Se svojí fotbalovou kariérou začínal v týmu Realu Oviedo. Několik měsíců před svými osmnáctými narozeninami přestoupil do Villarrealu. Začátky svého zdejšího působení strávil v rezervě. Za první tým debutoval 30. listopadu 2003, kdy nastoupil jako střídající hráč na poslední minutu utkání proti Deportivu La Coruña. V prvním týmu se výrazněji prosadil v sezoně 2004-05. V roce 2004 vyhrál s Villarrealem Pohár Intertoto, díky čemuž si klub zajistil postup do Poháru UEFA.

### Recreativo de Huelva
7. července 2006 přestoupil za 390 000 eur do celku Recreativa de Huelva, kde podepsal čtyřletou smlouvu s klauzulí, která umožňovala Villarrealu Cazorlu kdykoliv získat zpět za částku 1,2 milionu eur.[zdroj?] Santi debutoval za Huelvu 27. srpna 2006 v utkání s Mallorcou a svým gólem dopomohl ke konečné remíze 1-1. Svými výkony dopomohl nováčkovi nejvyšší soutěže k umístění na osmém místě a byl zvolen španělským hráčem roku.

### Villarreal (návrat)
Po jedné sezoně strávené v Huelvě se vrátil do Villarrealu, který využil oné výstupní klauzule. V první sezoně po jeho návratu vybojoval Villarreal druhé místo v La Lize a Cazorla se na tomto úspěchu podílel pěti góly a množstvím asistencí pro útočníky Nihata Kahveciho a Giuseppe Rossiho. V dubnu 2009 si v utkání proti Almeríi zlomil lýtkovou kost. Ze zranění se zotavil rychle a ještě stihl poslední zápas sezony proti Mallorce. V následující sezoně 2009-10 bojoval s řadou zranění, což ho nakonec vyřadilo z nominace na Mistrovství světa 2010.

### Málaga
26. července 2011 přestoupil za 21 milionů eur do Málagy.[zdroj?] Villarreal se ho rozhodl prodat poté, co se dostal do finančních potíží. Cazorla vstřelil svůj první gól za Málagu při svém debutu 28. srpna 2011 proti Seville. Santi zakončil sezónu jako druhý nejlepší střelec klubu, když si na své konto připsal devět ligových branek. Málaga skončila čtvrtá a poprvé v historii se kvalifikovala do Ligy mistrů.

### Arsenal
7. srpna 2012 byl oficiálně představen jako nová posila Arsenalu. Přestupová částka je odhadována pod 15 miliónů liber.

### Villarreal (druhý návrat)
Ve dvou sezónách ve dresu Villarrealu zaznamenal 70 ligových zápasů a vstřelil 15 gólů. V posledním kole sezóny 2019/20 pomohl k domácímu vítězství 4:0 nad Eibarem přihrávkou na první gól.

### Al-Sadd
Následně měl namířeno do Kataru, do celku Al-Sadd SC.

## Reprezentační kariéra
Santi Cazorla byl do seniorské španělské reprezentace poprvé povolán 17. května 2008, kdy ho trenér týmu Luis Aragonés zařadil do nominace na Mistrovství Evropy 2008 v Rakousku a Švýcarsku. Za tým debutoval 31. května 2008 v přípravném utkání proti Peru (výhra 2:1). Na samotném šampionátu se do hry dostal vždy jako střídající hráč. V základní skupině proti Rusku, Švédsku a Řecku. Rovněž ve čtvrtfinále proti Itálii, kdy v penaltovém rozstřelu proměnil svůj pokus. Ve vítězném finálovém zápase proti Německu si zahrál posledních 25 minut.
19. listopadu 2008 vstřelil v utkání proti Chile svůj první reprezentační gól a pomohl k výhře 3:0. Mistrovství světa 2010 v Jihoafrické republice vynechal z důvodu operace kýly. Na Mistrovství Evropy 2012 byl již opět součástí španělského týmu, který obhájil své vítězství z roku 2008. Cazorla poprvé nastoupil jako střídající hráč v utkání proti Irsku a podruhé ve čtvrtfinále proti Francii.
Trenér Vicente del Bosque jej vzal na Mistrovství světa 2014 v Brazílii, kde Španělé jakožto obhájci titulu vypadli po dvou porážkách a jedné výhře již v základní skupině B.

## Ocenění

### Klubové
Villarreal
- Pohár Intertoto:2003, 2004

Arsenal
- FA Cup: 2013/14
- Community Shield: 2014

### Reprezentační
Španělsko
- Mistrovství Evropy: 2008, 2012

### Individuální
- Primera División - Španělský fotbalista roku: 2007
- Arsenal FC - Nejlepší hráč sezóny : 2012/13